# Jugendkirche Jona

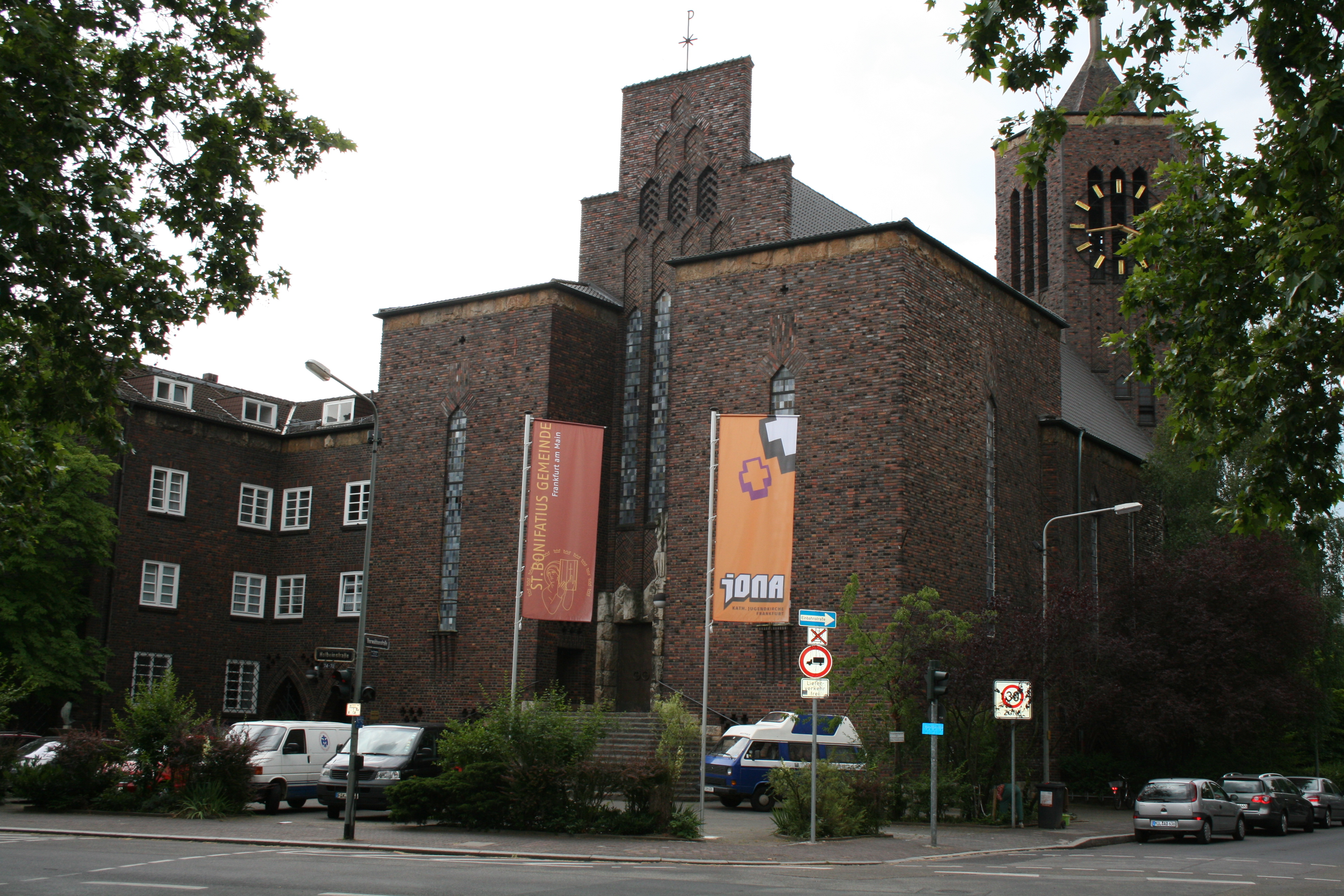
Kirche St. Bonifatius mit JONA-Fahnen

Logo des Bistums Limburg

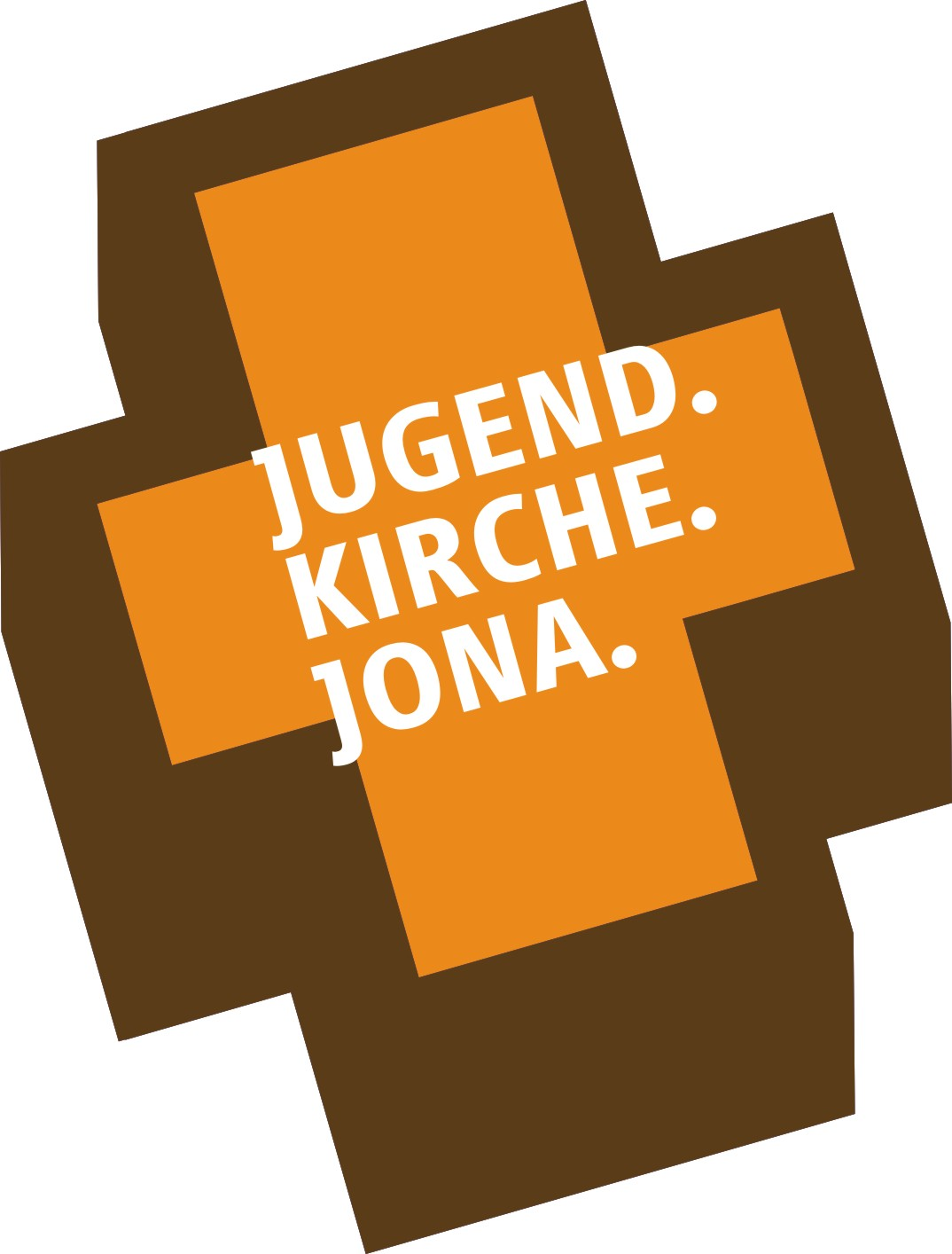
Logo der Jugendkirche Jona

Die Jugendkirche Jona ist eine Jugendkirche des Bistums Limburg im Frankfurter Stadtteil Sachsenhausen. Die Profilkirche befindet sich in den Räumen der Kirche St. Bonifatius.

## Geschichte
Im Jahr 2004 beauftragte der Limburger Bischof Franz Kamphaus den Frankfurter Stadtjugendpfarrer Werner Otto mit der Einrichtung einer Jugendkirche in Frankfurt am Main. Die St.-Bonifatius-Gemeinde stimmte der Einrichtung in ihren Räumen zu und nach Umbauarbeiten in der Kirche und dem Einzug der Mitarbeiter des früheren Katholischen Jugendamts Frankfurt ins Pfarrhaus von St. Bonifatius wurde die Jugendkirche 2005 eröffnet. Die Jugendkirche Jona nahm 2005 am Vorprogramm des Weltjugendtages in Köln teil. 2006 wurde das Schülercafé ORCA eingeweiht. Seit 2011 werden die Pfarrgemeinde St. Bonifatius und die Jugendkirche Jona, die sich den Kirchenraum und weitere Räumlichkeiten teilen, von einem Pfarrer in Personalunion geleitet. 2015 wurde das zehnjährige Jubiläum der Jugendkirche Jona mit einem Festgottesdienst mit Weihbischof Thomas Löhr gefeiert.

## Konzept

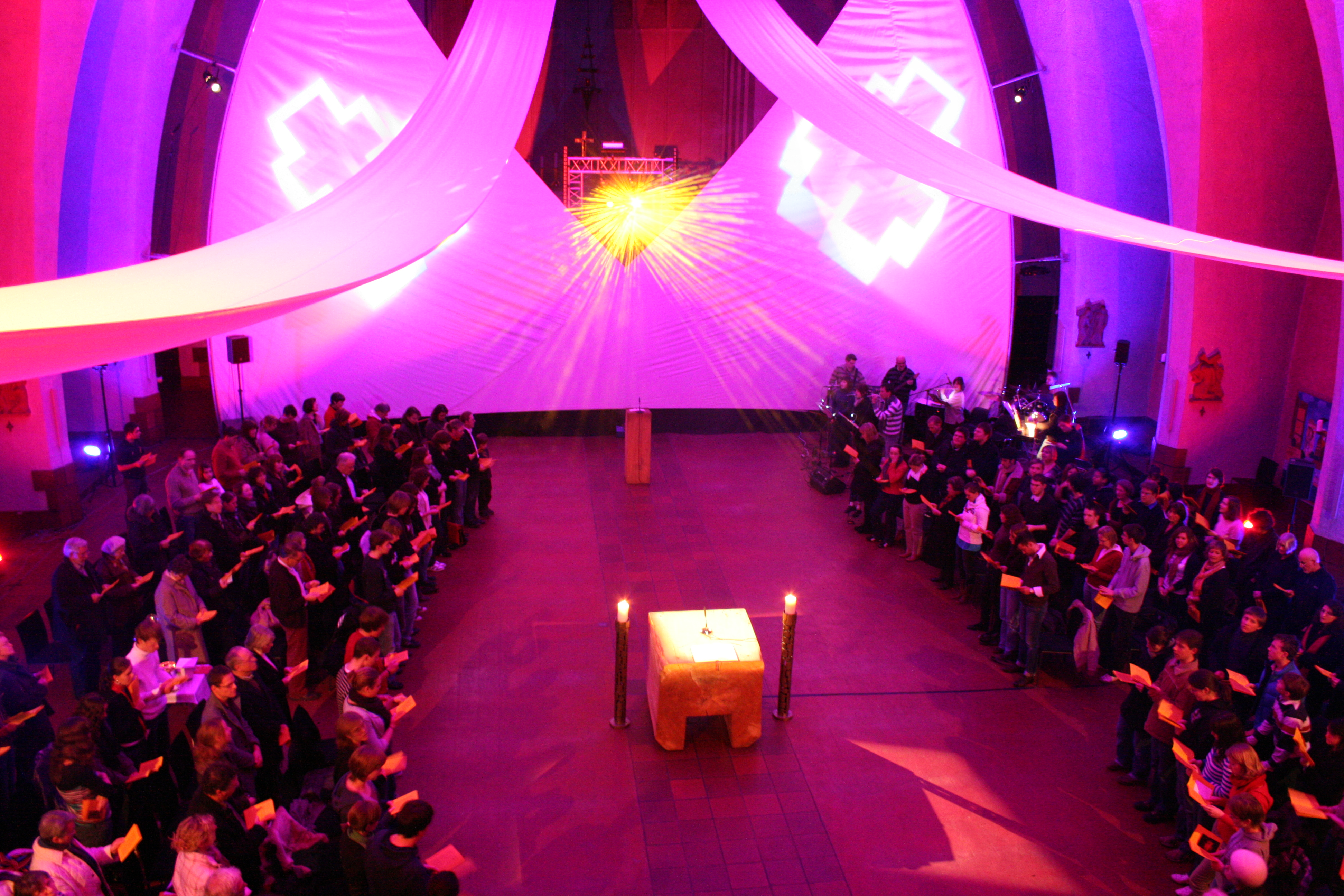
Gottesdienst in der Jugendkirche Jona

Der Name „Jona“ nimmt Bezug auf den Propheten Jona der Bibel. Nach ihrem Konzept will die Katholische Jugendkirche Jona Jugendlichen neue Begegnungsmöglichkeiten mit der Kirche und ihrem Glauben eröffnen. Ihrem Ziel, vor allem auch kirchenferne Jugendliche zu erreichen, versucht die Jugendkirche gerecht zu werden, indem sie vor allem auf dem Feld der Kooperation mit Schulen neue Wege beschreitet. In Zusammenarbeit mit verschiedenen Frankfurter Schulen werden Tage der Orientierung, Teambuildingseminare für Schulklassen und thematische Projekttage sowie ein wissenschaftlich begleitetes Projekt zur Förderung der beruflichen Integration von Realschülern angeboten. Eine zentrale Säule der schulnahen Jugendarbeit bildet das der Jugendkirche angegliederte Schülercafé ORCA, das Schülern benachbarter Schulen als offener Treffpunkt dient und über ein eigenes Veranstaltungsprogramm verfügt.
Die Partizipation von Jugendlichen in allen Arbeitsbereichen der Jugendkirche wird im Konzept als wesentliche Leitlinie benannt. So werden regelmäßig mit Jugendlichen zusammen größere Events über einen längeren Zeitraum geplant und durchgeführt: „Leben im Schatten der Skyline“ (Schattentheater-Projekt, 2008), „Die Schöpfung“ (2009) und „Die 10 Gebote“ (2010). Wie bei anderen Jugendkirchen kommt auch dem Kirchenraum eine besondere Bedeutung zu, „in dem Jugendliche neue Erfahrungen mit Spiritualität machen und ihren eigenen Glauben entdecken“ sollen.

## Arbeitsbereiche

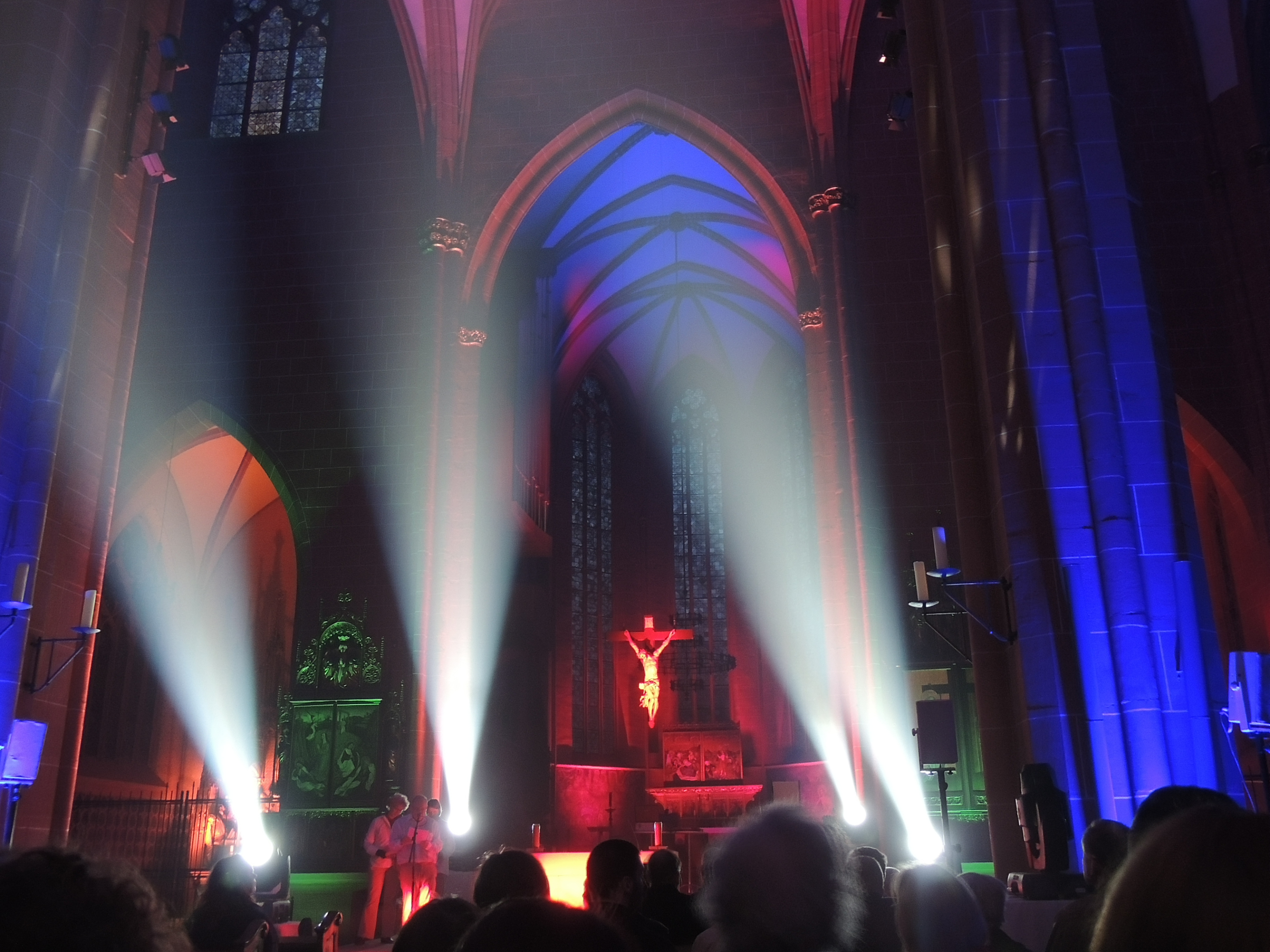
Kompositionen aus Licht, Text und Musik während der Luminale 2014 im Frankfurter Dom

Bei den zweiwöchentlich stattfindenden Jugendgottesdiensten wird vor allem auf die ästhetische Atmosphäre (Lichttechnik, Musik) sowie eine experimentelle Gestaltung Wert gelegt. Neben den Aktivitäten im Bereich der schulnahen Jugendarbeit gehören zum Programm Angebote in den Bereichen Glaube und Spiritualität, Musik, Kultur und Freizeitgestaltung und Seminare zum Erwerb der Jugendleitercard. Der Jugendkirche angegliedert ist das „Forum Junge Erwachsene“ mit Angeboten für junge Menschen im Alter von 20 bis 35 Jahren. Zum Team der Jugendkirche Jona gehören der Frankfurter Stadtjugendpfarrer als Leiter sowie mehrere Jugendbildungsreferenten und Verwaltungskräfte.
Bei der Luminale 2014 bot die Jugendkirche Jona im Frankfurter Dom täglich wechselnde Kompositionen aus Licht, Text und Musik an, unter anderem in Zusammenarbeit mit dem Heilig-Kreuz – Zentrum für christliche Meditation und Spiritualität. Darüber hinaus waren von Jugendlichen inszenierte Light-Sound-Performances zu sehen, die vom Light-&-Sound-Team der Jugendkirche Jona unter Leitung von Abydos Systems durchgeführt wurden.
Die Jugendkirche Jona ist Einsatzstelle für junge Menschen im Freiwilligen Sozialen Jahr oder im Bundesfreiwilligendienst.